# Specie di Cichorium
Elenco delle specie di  Cichorium:
- Cichorium bottae Deflers, 1899
- Cichorium calvum Sch.Bip. ex Asch., 1867
- Cichorium endivia L., 1753
- Cichorium glandulosum  Boiss. & A.Huet, 1856
- Cichorium intybus L., 1753
- Cichorium pumilum Jacq., 1771
- Cichorium spinosum L., 1753

## Alcune specie

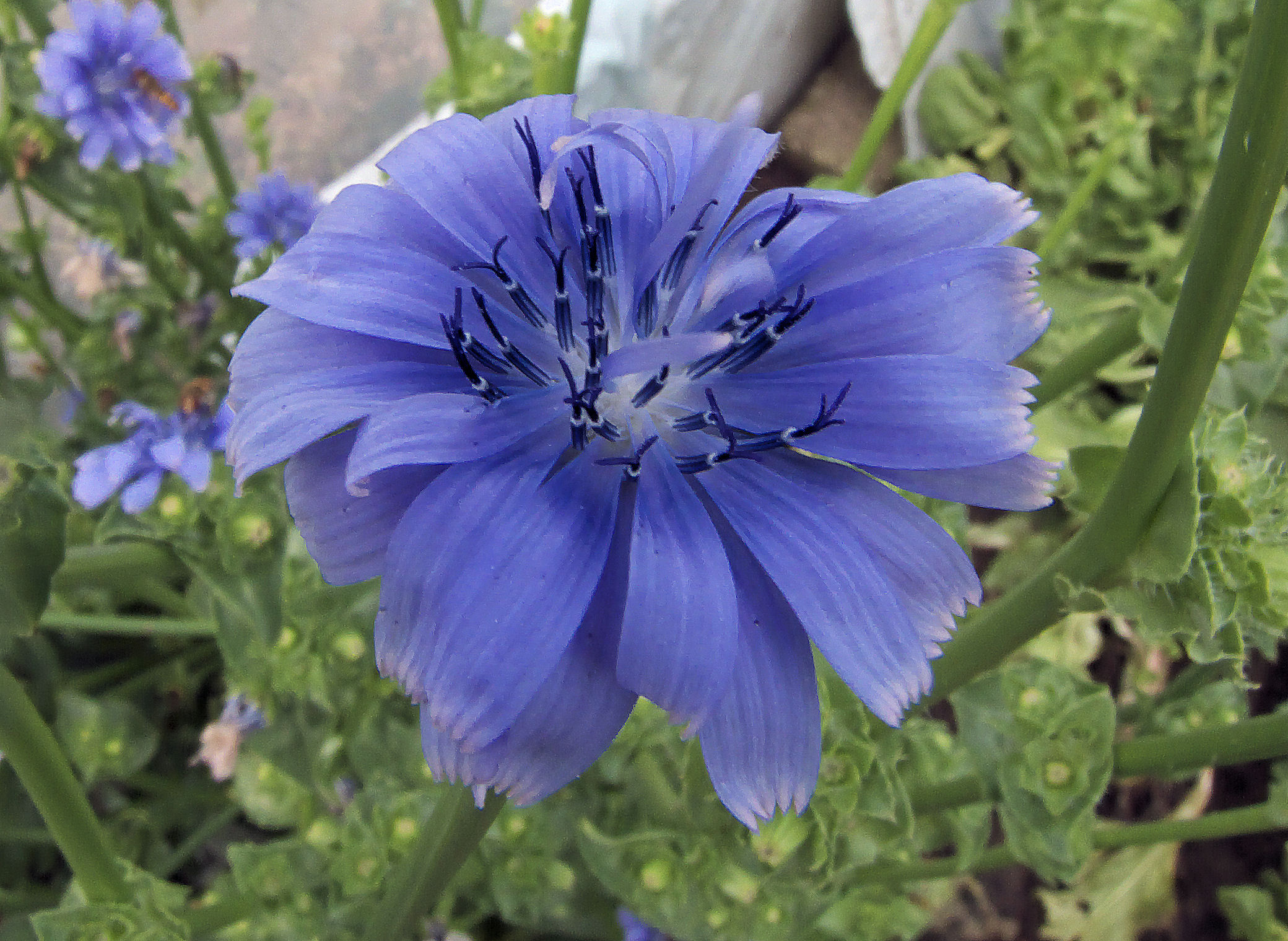
Cichorium endivia
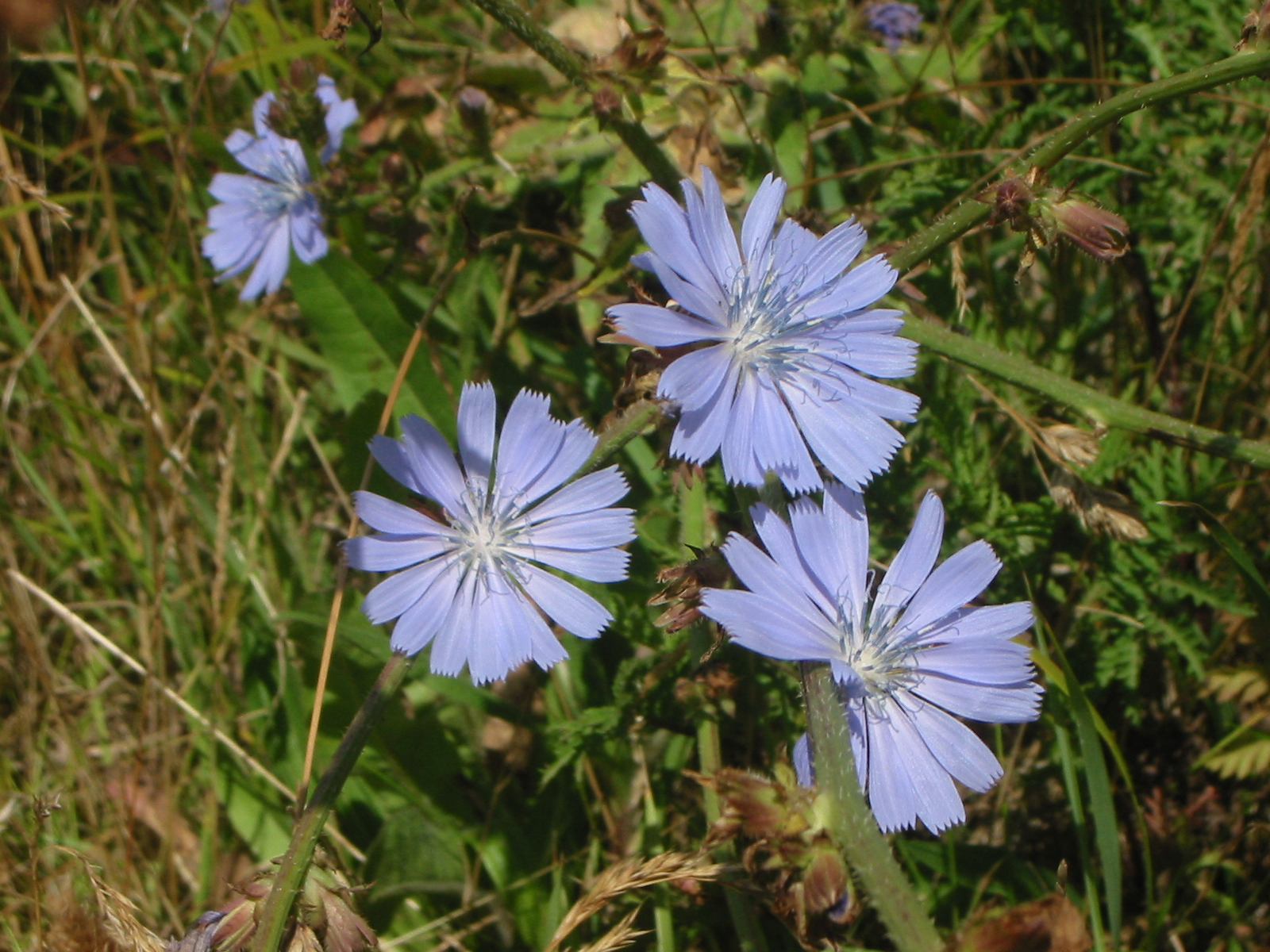
Cichorium intybus
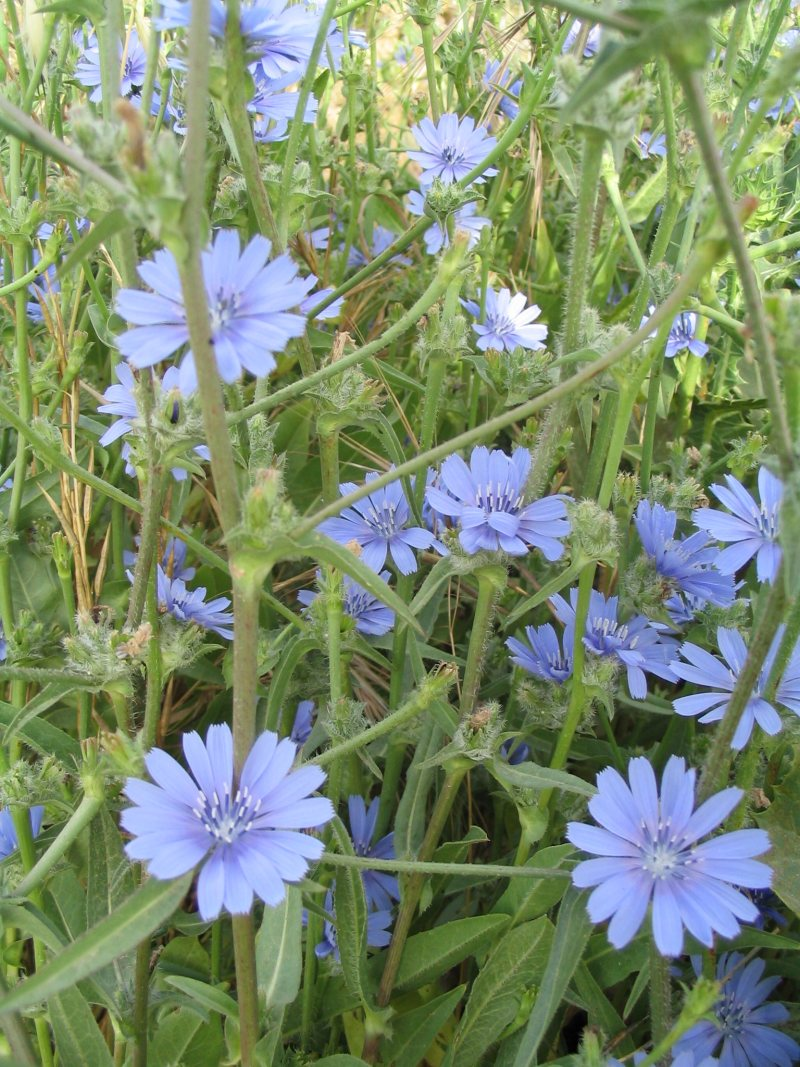
Cichorium pumilum
Cichorium spinosum